# Atelopus oxyrhynchus
Atelopus oxyrhynchus — вид отруйних жаб родини ропухових (Bufonidae).

## Поширення
Вид є ендеміком Венесуели. Має дуже обмежене поширення в хмарних лісах в околицях міста Мерида (штат Мерида), в горах Кордильєра-де-Мерида у венесуельських Андах та висоті від 2100 до 3500 м над рівнем моря.

## Опис
Тіло досить струнке, має довжину 50 міліметрів. На ногах, боках і спині є великі гладкі бородавки. Черевце зернисте або попелясте. Забарвлення дуже варіабельне. Воно коливається від суцільного лимонно-жовтого кольору, з цегляно-червоними плямами на черевці або без них, до жовтого зверху та помаранчево-червоного знизу, до оливкового або оливково-коричневого зверху з більш-менш темно-коричневими плямами. Є темна бічна смуга, що тягнеться до переднього кінця голова. Нижня частина лимонно-жовта з коричневими плямами або без них. Голова довша ніж широка. Зверху вона абсолютно плоска, а з боків спускається вниз.